# Organizzazione militare dei Galli
Per organizzazione militare dei Galli si intendono le armi, le tattiche ed i soldati impiegati dai Galli durante le loro guerre, dal IX secolo a.C. al I secolo a.C.

## Contesto storico: da Hallstatt e La Tène, fino ai Celti
La Cultura di Hallstatt è la prima che può essere associata ed identificata con quella celtica, a cui appartenevano i Galli, e si estendeva lungo l'arco alpino, dalla Francia orientale fino al medio Danubio. In quell'epoca la spada era l'arma principale assieme a lance, giavellotti e daghe, anche se solo i nobili potevano permettersi la panoplia completa; l'armatura era composta invece da uno scudo, generalmente ovale, dall'elmo e da una corazza in cuoio o lino pressato.
A partire dal VII secolo a.C. le armi in bronzo furono soppiantate da quelle in ferro, e l'accorciamento della spada, la grande diffusione di giavellotti e la scomparsa dei finimenti per cavalli dalle sepolture possono indicare che la tattica bellica avesse subito una modifica in cui la fanteria aveva avuto il predominio sulla cavalleria.
La Cultura di La Tène vide grandi cambiamenti nell'arte bellica. Mentre nell'epoca Hallstattiana la guerra era condotta su scala locale, dal V secolo si svolsero migrazioni molto più vaste, che portarono i Celti a contatto con nuove regioni e nuovi popoli. In questa fase la cultura celtica occuperà territori che si estendono dall'Iberia ai Carpazi e dalla Scozia e dall'Irlanda fino all'Italia centro-settentrionale, arrivando a raggiungere gran parte del bacino danubiano e parti delle attuali Bulgaria e Turchia. Sappiamo che in questo periodo i Celti utilizzavano le spade corte da stocco (40 cm), tanto quanto le spade lunghe (fino a 80 cm) da taglio, contenute in foderi di legno o cuoio, ed erano altrettanto utilizzati giavellotti (da tre a quattro a persona, stando ai ritrovamenti funebri) e lance; la cavalleria non aveva ancora un ruolo importante. Gli elmi erano poco frequenti, e torneranno a diffondersi lentamente dal IV secolo a.C.

## Galli e Romani (IV - I secolo a.C.)

### Invasioni galliche in Italia

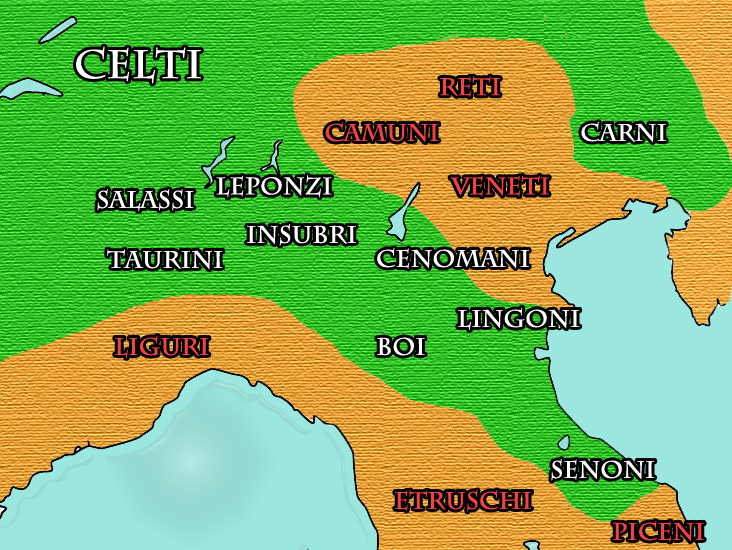
Le popolazioni della Gallia cisalpina.

Il primo scontro con i Romani avvenne nel 391-387 a.C., con il conseguente saccheggio della città, quando Brenno, re dei Senoni, sconfisse l'esercito romano nella Battaglia del fiume Allia, affidandosi ad un esercito di 70.000 uomini dotato anche di fanti e cavalieri. I Galli costituirono per Roma un continuo pericolo, finché attorno al 360 a.C. le incursioni e le invasioni furono fermate grazie alla vittoria romana ottenuta alla battaglia dell'Aniene.
Nel 332 a.C. tra Roma e i Senoni fu stipulato un trattato di pace che, a quanto sembra, garantirà un interludio di pace durato circa trent'anni. Ma ben presto, nell'ambito della terza guerra sannitica, i Senoni seguirono le sorti della coalizione italica di etrusco-sannita con cui si erano alleati: insieme ad essi furono sconfitti nella battaglia del Sentino, che permise a Roma l'istituzione dell'Ager Gallicus e la fondazione della colonia di Sena Gallica, che ancora conserva, nel moderno toponimo di Senigallia, la duplice memoria dell'etnonimo e dell'origine di quel popolo celtico.
Nel 283 a.C., Roma vinse nella battaglia del lago Vadimone, combattuta contro una coalizione celto-etrusca.
Nel 249 a.C. i Boi chiamano in soccorso i Galli transalpini, innescando una nuova crisi che si concluderà nel 225 a.C., l'anno in cui si registra l'ultima invasione gallica dell'Italia: i Romani perdono la battaglia di Fiesole mentre l'anno successivo la vittoria contro Celti insubri, Boi e Gesati nella battaglia di Talamone, spianerà a Roma la strada per la conquista del Nord.

### Guerre in Gallia Cisalpina
Per la prima volta l'esercito romano poteva spingersi oltre il Po, dilagando in Gallia Transpadana: la battaglia di Clastidium, nel 222 a.C., valse a Roma la presa della capitale insubre di Mediolanum.
I Romani subiranno, nel 216 a.C., uno smacco contro i Boi, nell'agguato della Selva Litana ma saranno vittoriosi nella Battaglia di Cremona, nel 200 a.C., e in quella di Mutina (Modena), nel 194 a.C. Si compiva, con la sottomissione dei Boi, la conquista della Cisalpina: pochi decenni dopo, lo storico greco Polibio poteva già personalmente testimoniare la rarefazione dei Celti in pianura padana, espulsi dalla regione o confinati in alcune limitate aree subalpine.
La Gallia cisalpina fornirà a Cesare il bacino a cui attingere per la coscrizione delle legioni da utilizzare nella campagna di Gallia: la ricompensa si avrà nel 49 a.C. quando, attraversato il Rubicone, innescata la guerra civile con Pompeo e ottenuto il titolo di dictator, Cesare concesse la cittadinanza romana.

### Seconda Guerra Punica
Dopo l'attraversamento delle Alpi di Annibale, molti Galli cisalpini (eccetto i Cenomani) entrano a far parte del decimato esercito cartaginese, rimpiazzando le perdite subite dai Cartaginesi nel lungo viaggio. Annibale sfrutterà la poca resistenza dei Galli in prima linea a Canne.

### Guerre in Gallia Transalpina

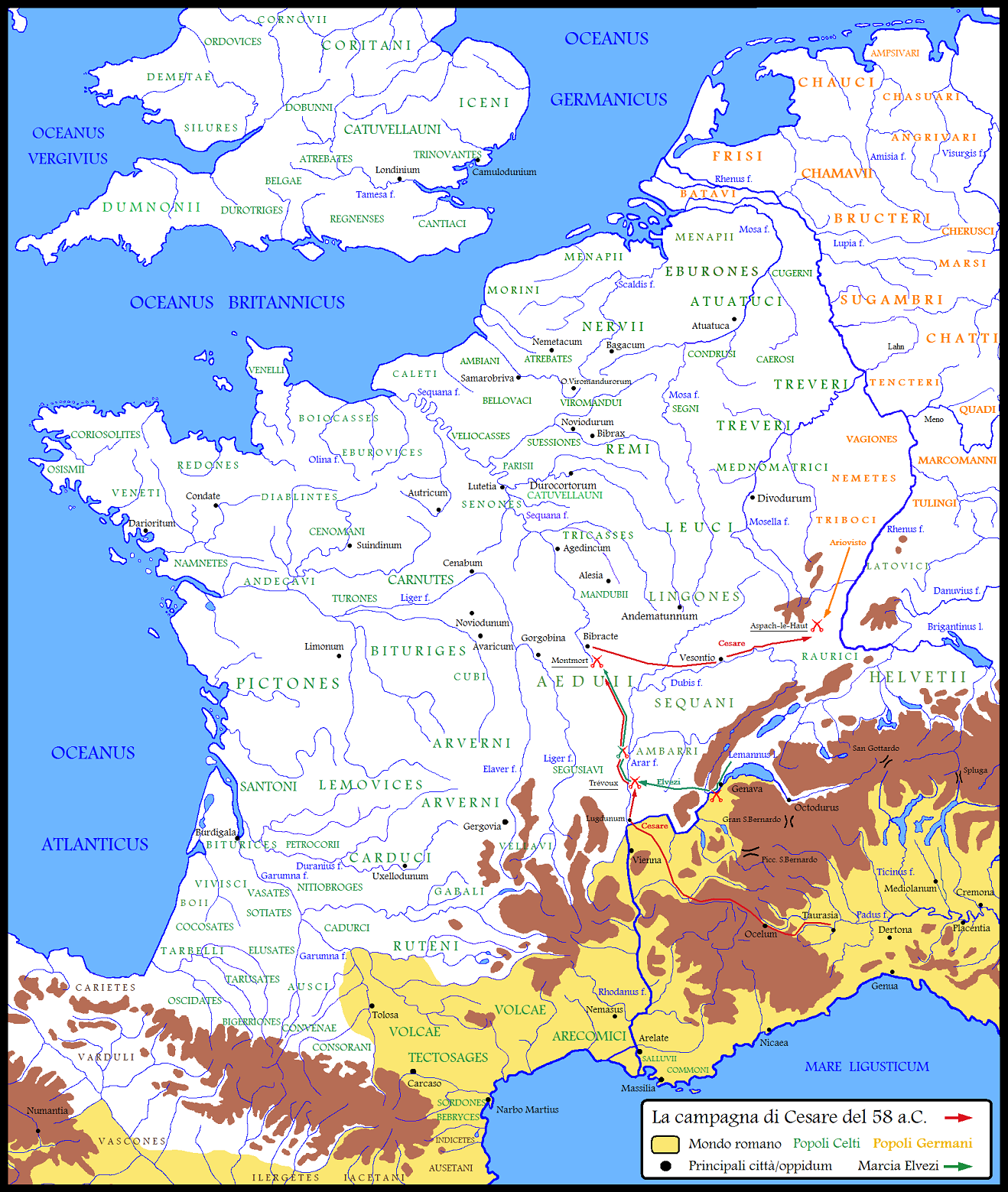
L'inizio della conquista della Gallia Celtica da parte di Cesare nel 58 a.C..

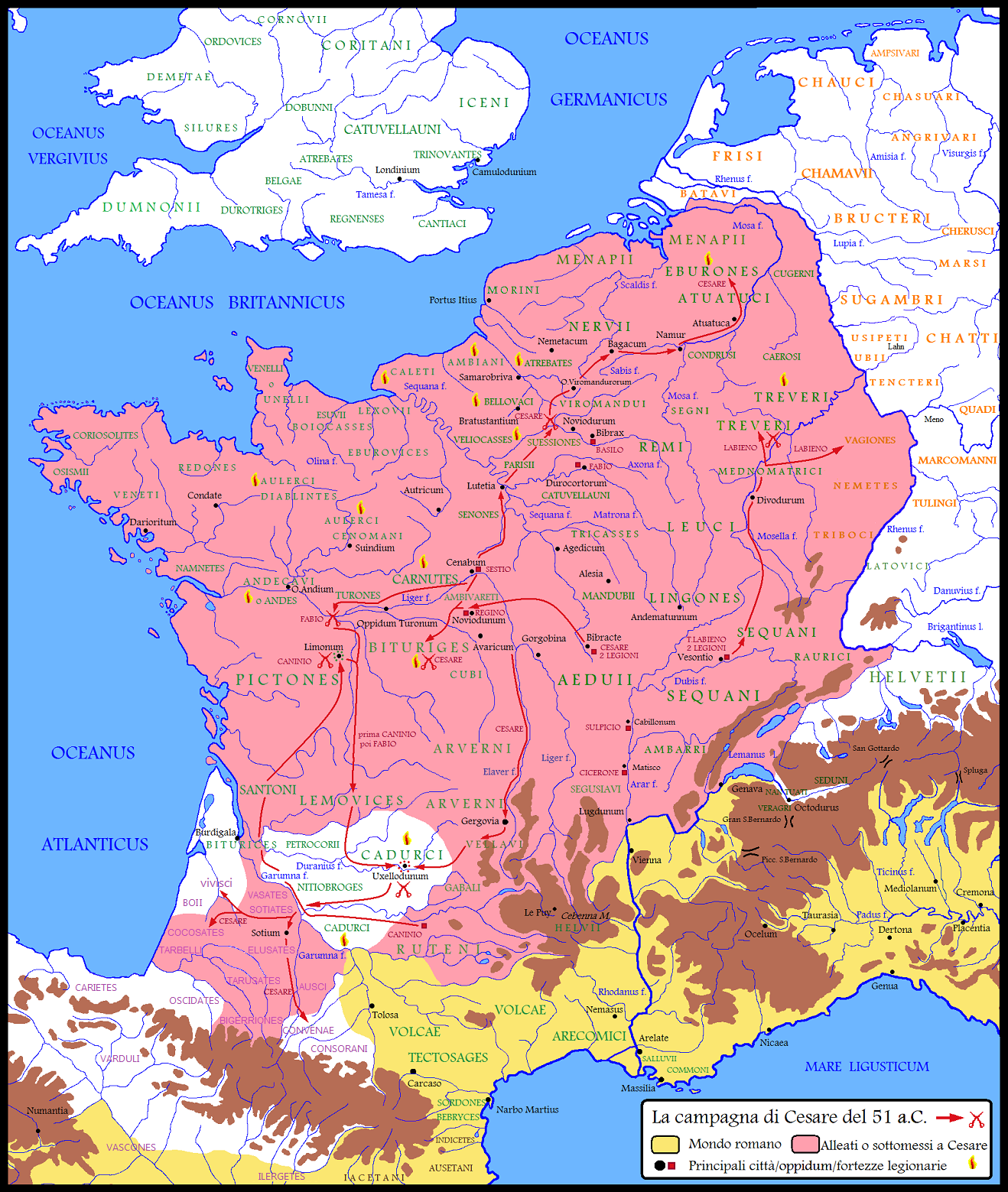
L'ultimo anno di conquista della Gallia Celtica da parte di Cesare nel 51 a.C..

La prima apparizione delle insegne romane in Gallia si avrà intorno al 150 a.C., quando l'esercito di Roma sarà impegnato nel sud della Gallia ad ingaggiare la prima delle campagne contro le tribù celto-liguri dei Salluvii, spina nel fianco di Massalia, l'odierna Marsiglia, colonia focea legata a Roma da amichevoli rapporti risalenti almeno all'inizio del IV secolo a.C., e meritevole della gratitudine di Roma per l'aiuto prestato nella seconda guerra punica.
I Salluvi, che gravitavano sulla loro capitale Entremont (presso l'attuale Aix-en-Provence), furono rapidamente sconfitti e le legioni romane poterono fare immediato ritorno in patria. Una generazione dopo, Roma è costretta a intervenire di nuovo: i Salluvi sono definitivamente sconfitti intorno al 125-124 a.C. dal console Marco Fulvio Flacco.
Negli anni immediatamente successivi alla sottomissione dei Salluvii e alla conquista di Entremont, si acuirono le tensioni con i popoli stanziati a est e a ovest del corso del Rodano, Allobrogi e Arverni. Roma, forte anche della sua alleanza con gli Edui, si sentì pronta a lanciare una campagna di espansione nelle regioni meridionali della Gallia e a contrastare il risorgente egemonismo arverno portato avanti dal suo leader Bituito: questi avrebbe radunato trecentomila uomini, ma i consoli che si avvicendarono in quegli anni, Quinto Fabio Massimo e Gneo Domizio Enobarbo, portarono a termine l'annessione di territori a sudest e a cavallo del Rodano. La vittoria di Enobarbo, presso la confluenza tra il Rodano e l'Isère decise definitivamente la contesa: nel 121 a.C. venne eretta la provincia romana della Gallia Narbonense e, tre anni dopo, venne dedotta la colonia di Narbona, capitale provinciale con il suo porto: le nuove acquisizioni territoriali rendevano possibile la frequentazione di un agevole collegamento con le province ispaniche, attraverso la Via Domitia, costruita da Gneo Domizio Enobarbo negli anni dal 121 al 117 a.C.
La conquista dell'intera Gallia Transalpina è invece dovuta ad una serie di campagne militari condotte dal proconsole romano Gaio Giulio Cesare negli anni compresi tra il 58 a.C. ed il 51 a.C.. Egli raggiunse anche la Britannia, ma l'influsso politico che vi rimase fu molto debole, fino a scomparire pochi anni dopo. Le guerre galliche culminarono nell'assedio di Alesia del 52 a.C., nel quale i Romani ottennero la vittoria decisiva. L'anno successivo la Gallia divenne un territorio romano. Le descrizioni degli eserciti gallici della metà del I secolo a.C. sono date da Giulio Cesare nel De bello Gallico, che è tra l'altro anche la fonte più approfondita su tale tema.

## Unità ed organizzazione

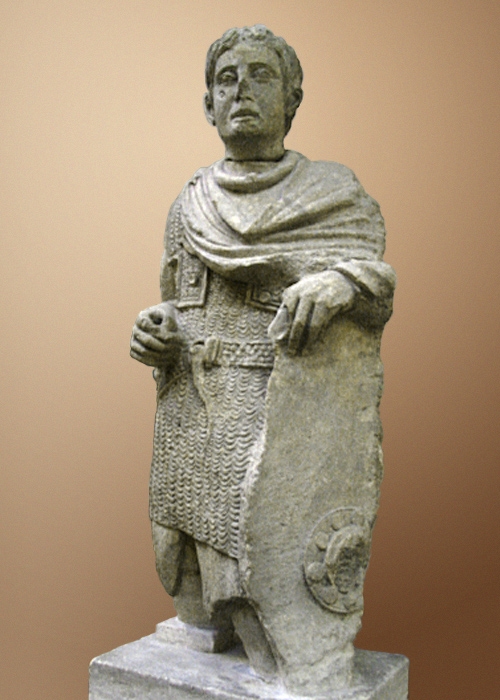
Statua di un guerriero gallico del I secolo a.C. rinvenuto a Vachères, in Francia.

Per moltissimo tempo i Galli non fecero uso di soldati di professione; l'arruolamento di un esercito era affidato alla tribù di appartenenza, ma era anche possibile che uomini liberi (chiamati ambactoi, oppure soldurii in Aquitania) decidessero di seguire personaggi prestigiosi, fino a sacrificarsi per loro, in casi di pericolo. Il fatto che ogni tribù potesse mobilitare fino a un terzo del numero complessivo di membri della popolazione faceva sì che i Galli fossero in grado di radunare enormi eserciti in poco tempo, ma complessivamente poco efficaci a causa dello scarso addestramento e, poiché la panoplia aveva un grande peso, gli eserciti gallici ebbero sempre una resistenza piuttosto limitata.

### Fanteria
Tacito scrive che la forza dei Galli si basava sulla loro fanteria. Il primo dei numerosi popoli gallici combattuti da Cesare furono gli Elvezi, che combattevano, contrariamente da come volevano le credenze popolari, in falangi capaci di resistere alla cavalleria ed avanzare con uno schieramento compatto..

### Fanteria leggera di disturbo (es. arcieri)
Cesare parla anche dell'utilizzo di frecce per impedire l'attraversamento del fiume durante l'assedio di Gergovia, mentre popoli come i Nervi facevano anche uso di giavellotti. Nonostante diversi scrittori romani precedenti parlassero di un grande uso di spade da parte dei Galli, Cesare non menziona grandi gruppi equipaggiati di tali armi. A partire dalla metà del I secolo a.C. è probabile che i Galli disponessero di piccoli corpi di soldati professionisti ben addestrati ed equipaggiati, originati dalla classe guerriera, a cui si aggiungeva un consistente numero di guerrieri, in caso di guerre, provenienti da leve militari e con armi, armature ed addestramento leggeri o di scarsa qualità. Vercingetorige, inoltre, fece anche uso di arcieri, fatto poco documentato dagli autori classici.

### Cavalleria e carri da guerra

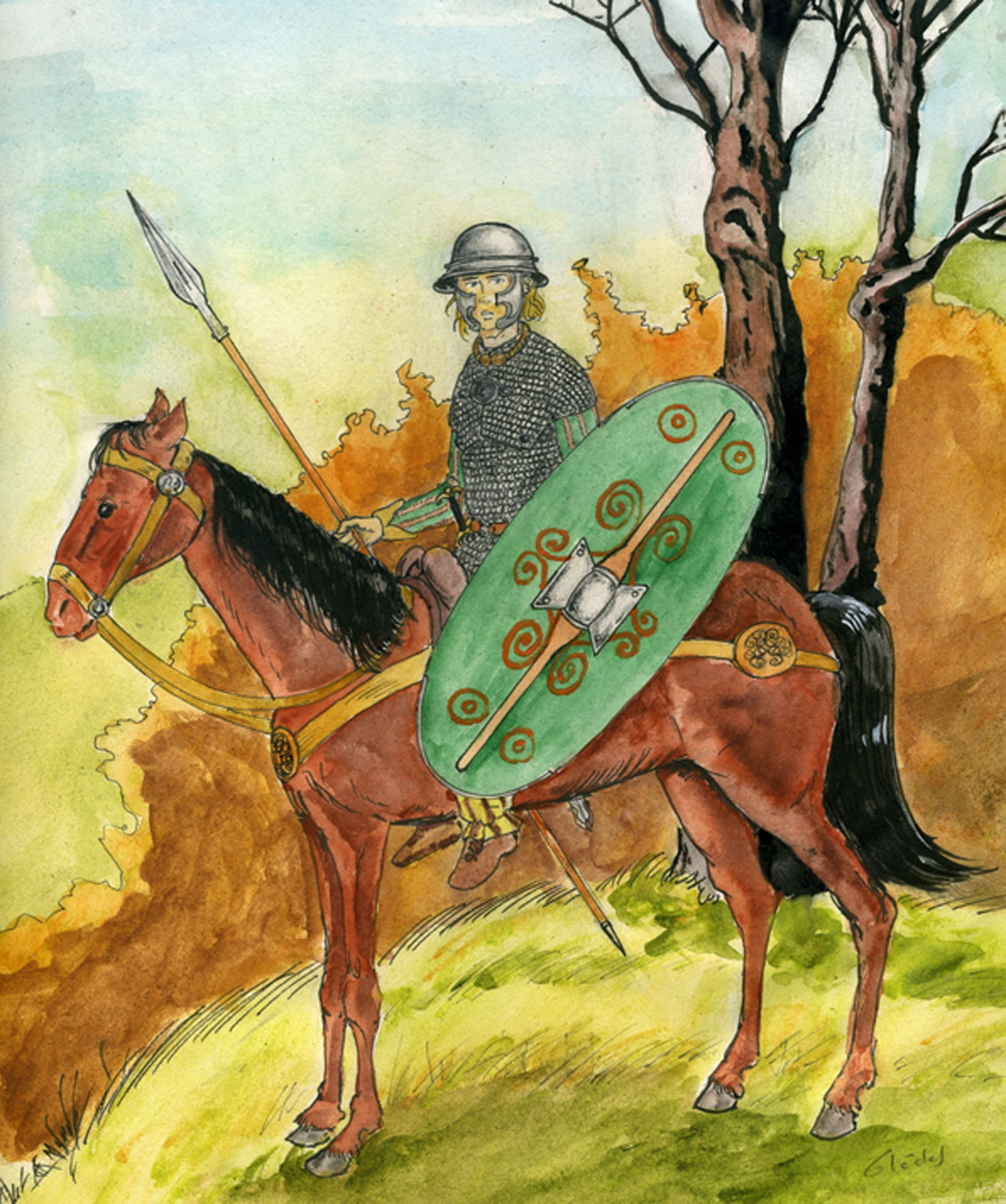
Cavaliere celta del I secolo a.C

Alcuni popoli disponevano anche di notevoli forze di cavalleria. I carri da guerra, invece, molto diffusi negli antichi eserciti gallici, subirono un brusco declino a partire dal III secolo a.C., a causa della maggior manovrabilità dei cavalieri e del costo inferiore. I carri da guerra, tirati da due piccoli cavalli, furono usati fino al III secolo a.C. in Gallia Cisalpina e, almeno per i capi, fino al II secolo a.C. in Gallia Transalpina. Probabilmente, tuttavia, per un certo periodo carri e cavalli convissero.
I primi cavalieri usavano lo stesso armamento impiegato dai fanti, ma col passare del tempo lo scudo si fece rotondo per essere meno ingombrante, mentre la spada si allungò fino a raggiungere i 90 cm nel II secolo a.C., influenzando in seguito anche le armi dei fanti.

### Mercenari
Guerrieri gallici servirono come mercenari in molti eserciti dell'antichità. Ricordiamo quando il tiranno di Siracusa, appare coerente con il successivo assoldamento di contingenti mercenari celti, attinti da un mercato in cui dovette probabilmente avere un ruolo centrale l'emporium dorico di Ancona, il cui porto era finitimo al territorio dei Senoni.
Tra i presupposti dell'invasione storica dell'Italia sembra esservi peraltro un'ottima conoscenza del terreno e degli obiettivi, frutto di frequentazioni anteriori: è probabile che, nel quadro descritto, tali conoscenze si siano affinate in preesistenti contatti mercenari, a cui sarebbero da attribuire le prime infiltrazioni celtiche in Italia.
L'alleanza con Dionisio durerà una trentina d'anni, durante i quali i Celti imperverseranno in razzie che raggiungeranno anche la Iapigia e la Campania. Proprio venendo dalla Iapigia, insieme ai siracusani porteranno un attacco combinato alla città di Caere, parzialmente riuscito: a Dionisio riuscirà il saccheggio del santuario di Pyrgi mentre il massacro dei Celti, dal lato sud di Caere, gli impedirà comunque di installare un presidio siracusano sul Tirreno, parallelo a quello del litorale adriatico tra Numana e Ancona.
Famosi furono anche quelli che si unirono ad Annibale durante la Seconda Guerra Punica, all'invasione dell'Italia; essi contribuirono alle vittorie presso il Trasimeno e a Canne.
Lo storico greco Polibio da un racconto sulla Battaglia di Talamone, nel 225 a.C., durante la quale i Romani sconfissero una coalizione di Boi, Insubri, Taurisci e Gesati. I Gesati erano un gruppo di guerrieri assoldati dalla Gallia Transalpina, e combattevano completamente nudi tentando di intimidire i nemici con urla e rumori, ragion per la quale i Romani ebbero non grandi difficoltà per distruggerli, nonostante la strenua resistenza dei Gesati stessi. Non è chiaro se i Gesati fossero una tribù vera e propria; il nome potrebbe derivare dal gaesum, un giavellotto impiegato da alcuni popoli gallici (come a ribadire un ambiente bellico), ma è anche possibile che i Gesati fossero un gruppo di guerrieri che si dedicavano al mercenariato o a razzie in tempo di pace, come i semileggendari Fianna irlandesi.

### Flotta

Navi della popolazione della Gallia Transalpina dei Veneti.

Si è scritto poco sulle navi da guerra galliche, tuttavia si conosce bene il dispositivo impiegato dal popolo che viveva sulle coste dell'attuale Bretagna, i Veneti, che si scontrarono con Cesare nel 56 a.C. Le loro navi erano in legno di quercia, con prua e poppa molto elevate; esse avevano un albero con vele di cuoio e non impiegavano remi. La loro forma le rendeva molto adatte all'Atlantico, e diedero grandi problemi ai Romani, che infine le resero inoffensive tagliando il sartiame che reggeva le vele.
(Cesare,  De bello Gallico, III 7-8, 1.)
(Cesare, De bello Gallico, III, 13.)

## Tattica ed armamento

### Armamento

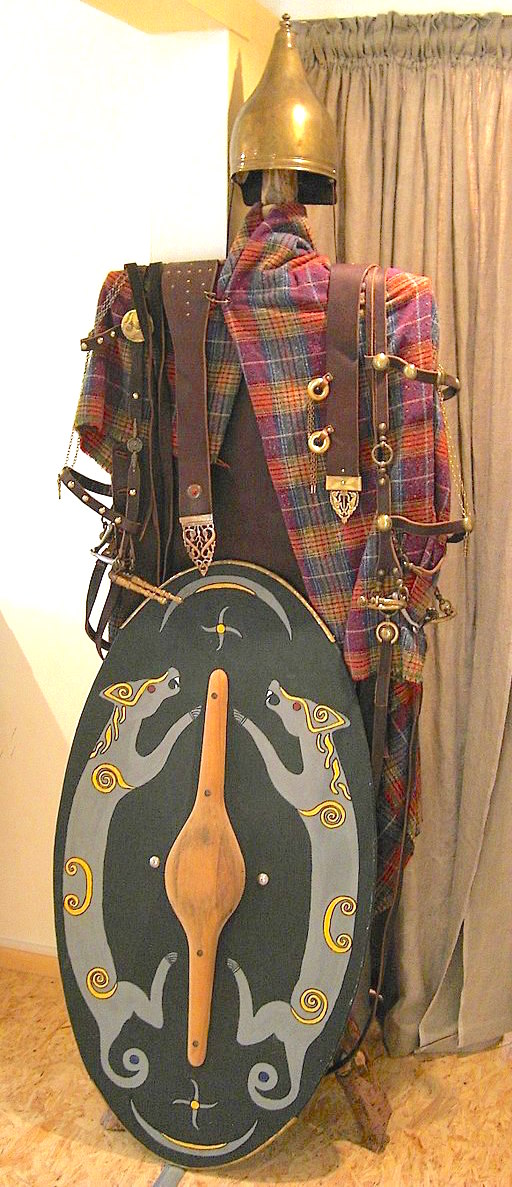
Ricostruzione di una panoplia celtica completa.

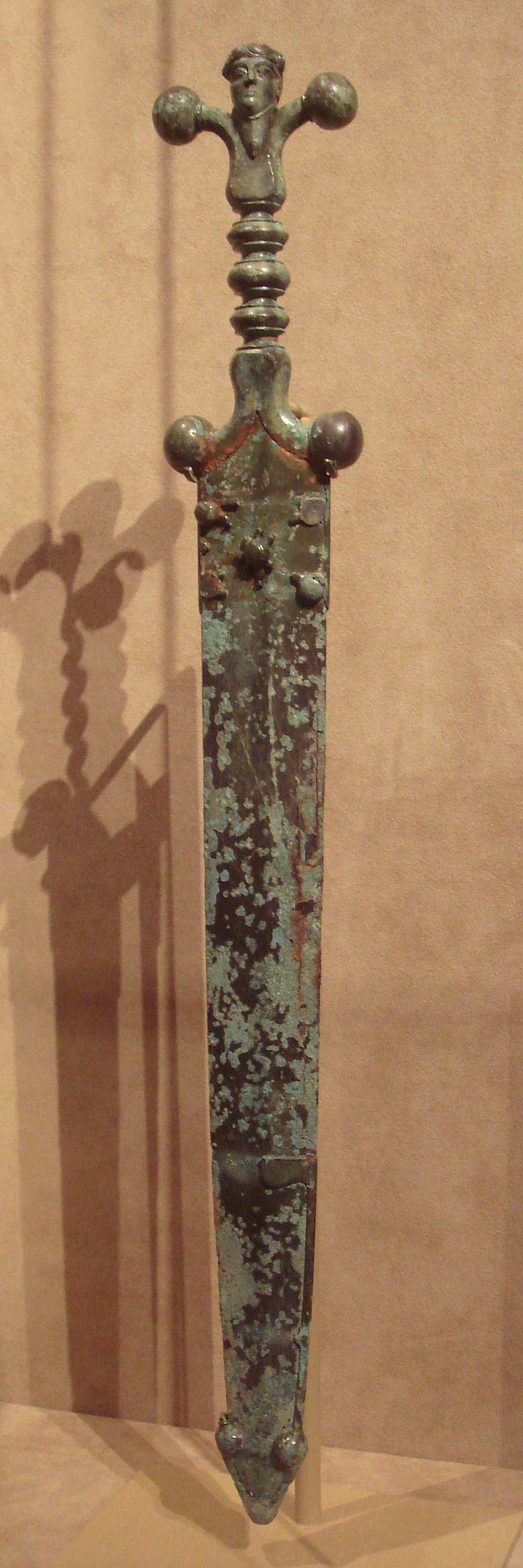
Corta spada celtica con fodero risalenti al 60 a.C. circa.

Questa la descrizione dell'abbigliamento ed armi utilizzati dai Galli, nel 225 a.C., quando furono affrontati e vinti dai Romani, secondo quanto ci racconta Polibio:
(Polibio, Storie, II, 28-29.)
A partire dal IV-III secolo a.C. avviene una svolta: la spada celtica ha lama lunga generalmente una sessantina di centimetri ed ha un fodero in ferro, sospeso ad una cintura di cuoio, la cuspide della lancia diventa più lunga e si assiste ad una standardizzazione dell'armamento che indicherebbe l'adozione di formazioni di soldati disposti in modo più o meno ordinato, probabilmente a seguito degli scontri con Greci, Etruschi, Romani e l'attività mercenaria, che porterà influenze mediterranee nei territori celtici.
Nel III secolo a.C. l'armamento dei fanti gallici è piuttosto uniforme: sono molto diffusi spada, lancia e scudo. I fanti cominciano a combattere in inquadramenti meglio organizzati e la creazione della catena di sospensione per il fodero (che consisteva in una catenella con grossi anelli posti in modo tale che il fodero non si muovesse troppo quando le gambe erano in movimento) è collegata a questo tipo di formazione, che riprendeva probabilmente la carica vista ai fanti oplitici greci, che componevano una formazione a ranghi serrati che si gettava molto ordinatamente nella mischia. Lo schieramento gallico, però, era armato più alla leggera (sebbene fosse composto da fanteria pesante) ed era più veloce nella corsa, perciò aveva a disposizione una grande forza al momento dell'impatto, che poteva scardinare le file oplitiche ma a costo di una grande perdita di energie e vite per i guerrieri.
Anche lo scudo subì un'evoluzione in seguito a tale tattica: generalmente ovale e piatto, gli venne aggiunto un grande rinforzo (chiamato "spina"), che andava dalle estremità inferiore e superiore dello scudo, con al centro l'umbone di ferro. I bordi dello scudo erano rinforzati da una banda di ferro, e l'oggetto era portato con una sola mano grazie ad un'impugnatura posta orizzontalmente all'interno dell'umbone.

### Schieramento e combattimento
E ancora qui sotto la descrizione dello schieramento gallico, nel 225 a.C., durante la battaglia di Talamone, sempre secondo Polibio:
(Polibio, Storie, II, 28-29.)
Il carnyx era, invece, la tromba usata in battaglia dai Galli, ed ebbe origine nel IV secolo a.C. Lo strumento consisteva in una lunga tromba di bronzo mantenuta in posizione verticale, con la bocca di solito a forma di testa di cinghiale. Probabilmente non serviva ad impartire ordini, ma solo ad incitare i guerrieri ed intimidire i nemici

### Tecniche d'assedio
Sia Livio, sia Cesare, riferendosi ai Galli, raccontano che, durante la battaglia del Sentino del 295 a.C. e la conquista della Gallia del 58-50 a.C., essi conoscevano la tecnica-tattica della testuggine, da cui forse i Romani l'avrebbero appresa:
(Cesare, De bello Gallico II.6.1-3.)

### Fortificazioni

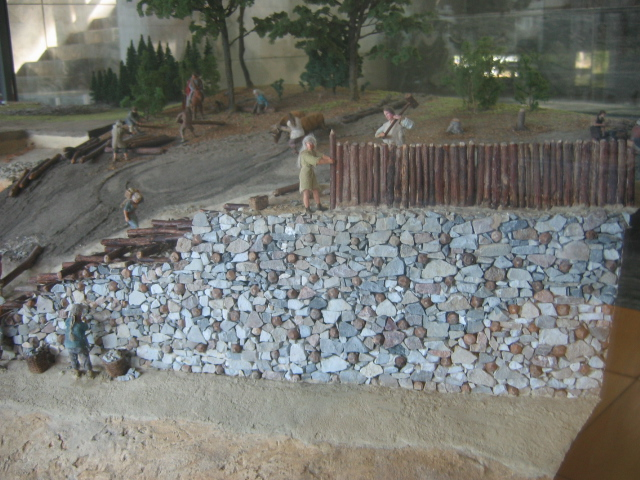
Ricostruzione del murus gallicus di Bibracte.

Le fortificazioni galliche ebbero il loro più grande sviluppo nella Transalpina nel II secolo a.C., subito dopo le invasioni di Teutoni e Cimbri, che misero in grave difficoltà i popoli della Gallia. La fortificazione più celebre è il murus gallicus, descritto da Cesare come una serie di travi di legno poste perpendicolarmente l'una sull'altra mantenute insieme da grandi chiodi in ferro, terra e protette da un muro di pietra rivolto verso l'esterno della postazione. Una variante di questo muro è il Pfostenschlitzmauer, che aveva a vista delle travi disposte in posizione verticale. Il Murus Belgicus, invece, era diffuso nella Gallia settentrionale, e consisteva in un semplice terrapieno preceduto da un fossato, particolarmente adatto ai frombolieri. Il complesso formato da tali mura e dall'insediamento era chiamato da Cesareoppidum, che indicava in latino una città fortificata. Tali fortezze erano molto diffuse in Gallia, dove ogni popolo disponeva di almeno uno o più insediamenti fortificati per proteggersi dalle continue incursioni nemiche e guerre.

### Imboscate
Cesare racconta che nel 54 a.C., durante gli anni della conquista della Gallia, quindici giorni dopo che le legioni si erano acquartierate nei loro rispettivi hiberna, scoppiò improvvisamente una rivolta tra gli Eburoni (regione delle Ardenne) guidata da Ambiorige e Catuvolco. Le truppe romane furono attaccate mentre erano intente a far provvista di legna fuori dal campo base, e l'accampamento romano di Sabino e Cotta, che si trovava con ogni probabilità presso Atuatuca, fu completamente circondato:
(Cesare, De bello Gallico, V, 27.)
Ambiorige decise di cambiare tattica. Avendo considerato che il campo romano era difficilmente attaccabile e che comunque sarebbe caduto solo a prezzo di ingenti perdite tra i suoi, riuscì a convincere con l'inganno i Romani ad uscire dall'accampamento. Suggerì loro di ricongiungersi con le legioni più vicine (quelle di Labieno o di Cicerone), che distavano una cinquantina di miglia, assicurando che non avrebbe interferito nella marcia. Dopo un acceso dibattito tra i due comandanti romani, alla fine prevalse l'ipotesi (sostenuta da Quinto Titurio Sabino) di abbandonare il campo con grande rapidità, poiché erano state segnalate orde di Germani in avvicinamento. Ma quando le truppe si trovarono allo scoperto, al centro di una vallata boscosa, l'esercito degli Eburoni le attaccò in massa e massacrò quasi completamente una legione, cinque coorti romane ed i loro comandanti. Solo pochi superstiti riuscirono a raggiungere il campo di Labieno ed avvertirlo dell'accaduto.

### Combattimento con la cavalleria
Le proporzioni di cavalieri per fanti erano di solito di uno a dieci, come nella maggior parte degli eserciti loro contemporanei, ma in alcuni casi si arrivò anche ad avere un cavaliere ogni quattro fanti, come nelle campagne annibaliche. La cavalleria era disposta alle ali dello schieramento, e poteva compiere azioni di disturbo, intercettazione o,più di rado, caricare. Per diverso tempo, tuttavia, i cavalieri gallici fecero uso del cavallo per avere una grande mobilità sul campo di battaglia, giunti al quale smontavano e combattevano a piedi.

## Strategia

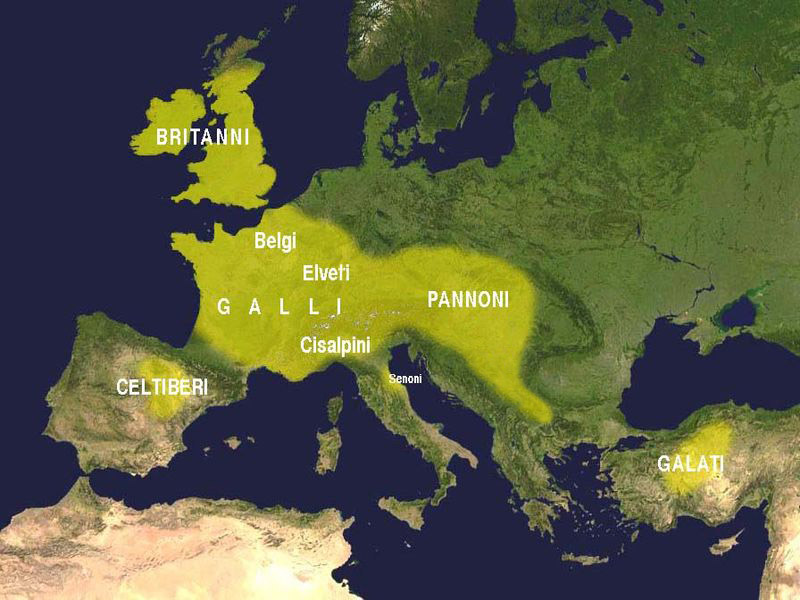
La diffusione dei Celti in Europa all'epoca dell'apogeo della loro civiltà (III secolo a.C.)

L'identificazione dei Celti con la cultura di Hallstatt-La Tène consente, sulla base dei ritrovamenti archeologici, di tracciare un quadro del loro processo espansivo a partire dalla ristretta area dell'Europa centro-occidentale nella quale si cristallizzarono come popolo. La penetrazione nella Penisola iberica e lungo le coste atlantiche dell'attuale Francia risale quindi all'VIII-VII secolo a.C., ancora in epoca hallstattiana. Più tardi, quando già avevano sviluppato la Cultura di La Tène, raggiunsero la Manica, la foce del Reno, l'attuale Germania nord-occidentale e le Isole britanniche; ancora successiva fu l'espansione verso le attuali Boemia, Ungheria e Austria. Contemporanei a questi ultimi movimenti furono gli insediamenti, già registrati dalle fonti storiche, in Italia settentrionale e, in parte di quella centrale (inizio IV secolo a.C.) e nella Penisola balcanica. Nel III secolo il gruppo dei Galati passò dalla Tracia all'Anatolia, dove si stanziò definitivamente. L'avanzata fu favorita principalmente dalla superiorità tecnica delle armi in possesso della bellicosa aristocrazia guerriera, che guidò questi popoli durante le migrazioni.
L'invasione storica dei Celti nell'Italia del IV secolo a.C., e i primi conflitti che ne nacquero, proiettarono Roma in una dimensione diversa, e le vicende che ne scaturirono ebbero un impatto profondo non solo sulla storia di Roma, ma anche su quella etrusca e di altri popoli della penisola.

## Dimensione dei loro eserciti
È Cesare a raccontarci in modo molto dettagliato nel suo De bello Gallico le dimensioni degli eserciti gallici che si scontrarono con i Romani negli otto anni di conquista della Gallia.
| D A T A  | N. TOTALE ARMATI | POPOLI COINVOLTI | NAVI DA GUERRA | DOVE            |
| -------- | --- | --- | -------------- | --------------- |
| 390 a.C. | 70.000 tra fanti e cavalieri | Galli cisalpini: Senoni |                | fiume Allia     |
| 58 a.C.  | 92.000 armati | Elvezi |                | Genava          |
| 57 a.C.  | 306.000 armati | Galli transalpini: Bellovaci, Suessioni, Nervi, Atrebati, Ambiani, Morini, Menapi, Caleti, Veliocassi, Viromandui, Atuatuci |                | fiume Axona     |
| 57 a.C.  | 85.000 armati | Galli transalpini: Viromandui, Atrebati e Nervi |                | fiume Sabis     |
| 56 a.C.  | sconosciuto | Veneti | 220 navi circa | Veneticus Sinus |
| 52 a.C.  | + 80.000 Galli nell'oppidum di Alesia (65.000 fanti e 15.000 cavalieri) e 240.000 Galli giunti in soccorso oltre ad 8.000 cavalieri | Galli transalpini: Edui, Segusiavi, Ambivareti, Aulerci Brannovici, Blannovi, Arverni, Eleuteti, Cadurci, Gabali, Vellavi, Sequani, Senoni, Biturigi, Santoni, Ruteni, Carnuti, Bellovaci, Lemovici, Pittoni, Turoni, Parisi, Elvezi, Suessioni, Ambiani, Mediomatrici, Petrocori, Nervi, Morini, Nitiobrogi, Aulerci Cenomani, Atrebati, Veliocassi, Viromandui, Andi, Aulerci Eburovici, Raurici, Boi, Coriosoliti, Redoni, Ambibari, Caleti, Osismi, Veneti, Lessovi e Unelli. |                | Alesia          |

## Influenze nell'esercito romano
In seguito all'incontro con i Galli, i Romani adottarono gradualmente alcuni pezzi dell'armamentario gallico: nel IV secolo a.C. il legionario romano adoperava l'elmo di tipo Montefortino, la lorica hamata, o cotta di maglia, e forse anche lo scutum.
I romani mutuarono dai Galli diverse parole per definire vari tipi di carro militare e non, come lo stesso carrus, ma anche il covinnus, l'essedum e così via, sebbene non ne facessero uso in guerra (l'essedum era invece impiegato nei giochi gladiatori dagli essedarii).